# Dendrophthora domingensis
Dendrophthora domingensis är en sandelträdsväxtart som först beskrevs av Spreng., och fick sitt nu gällande namn av August Wilhelm Eichler. Dendrophthora domingensis ingår i släktet Dendrophthora och familjen sandelträdsväxter. Inga underarter finns listade i Catalogue of Life.